# Jack Solomon
Jack Solomon (Manhattan, 8 de março de 1913 — Los Angeles, 8 de novembro de 2002) é um sonoplasta estadunidense. Venceu o Oscar de melhor mixagem de som na edição de 1970 por Hello, Dolly!, ao lado de Murray Spivack.